# RRAM
저항 변환 램(Resistive random-access memory, ReRAM 또는 RRAM)은 유전체 고체 재료의 저항을 변경하여 작동하는 비휘발성 메모리 (NV) 랜덤 액세스 (RAM) 주기억장치의 한 종류이며, 흔히 멤리스터라고도 불린다. 다른 NVRAM 기술에 비해 ReRAM의 주요 장점 중 하나는 10nm 이하로 크기를 축소할 수 있다는 점이다.
ReRAM은 전도성 브릿지 램 (CBRAM) 및 PRAM과 유사한 점이 있는데, 이들 모두 유전체 재료의 특성을 변화시킨다는 점에서 그렇다. CBRAM은 전극 중 하나가 전해질 재료에 쉽게 용해되는 이온을 제공하는 반면, PCM은 비정질에서 결정질로 또는 결정질에서 비정질로의 상 변화를 유도하기 위해 충분한 줄 열을 생성하는 것을 포함한다. 이와 대조적으로 ReRAM은 얇은 산화물 층에 산소 공극(산소가 제거된 산화물 결합 위치)으로 알려진 결함을 생성하는 것을 포함하며, 이 결함은 이후에 전하를 띠고 전기장 하에서 이동할 수 있다. 산화물 내에서 산소 이온과 공극의 움직임은 반도체 내에서 전자와 정공의 움직임과 유사하다.
비록 ReRAM이 처음에는 플래시 메모리를 대체하는 기술로 간주되었지만, ReRAM의 비용 및 성능 이점은 기업들이 대체 작업을 진행하기에 충분하지 않았다. 분명히, ReRAM에는 광범위한 재료를 사용할 수 있다. 그러나 인기 있는 높은 유전율 게이트 유전체인 HfO2를 저전압 ReRAM으로 사용할 수 있다는 발견은 연구원들이 더 많은 가능성을 조사하도록 장려했다.
RRAM은 일본 전자 부품 제조업체인 샤프 (기업)의 일부 국가(유럽 연합 회원국 포함)에서 등록된 상표명이다.
NeuRRAM이라는 에너지 효율적인 칩은 오래된 설계 결함을 해결하여 더 작은 장치에서 대규모 AI 알고리즘을 실행할 수 있도록 하며, 적어도 수백만 비트의 신경 상태만 필요한 응용 프로그램의 경우 디지털 컴퓨터와 동일한 정확도를 달성한다. NeuRRAM은 아날로그 기술이므로 다른 아날로그 반도체를 괴롭히는 동일한 아날로그 노이즈 문제에 시달린다. 이는 단점이지만, 많은 신경 프로세서는 유용한 작업을 수행하기 위해 비트 완벽한 상태 저장이 필요하지는 않다.

## 역사
2000년대 초반, ReRAM은 여러 회사에서 개발 중이었으며, 일부는 이 기술의 다양한 구현을 주장하는 특허를 출원했다. ReRAM은 초기에는 제한된 KB 용량으로 상용화되었다.
2012년 2월, 램버스 (기업)는 Unity Semiconductor라는 ReRAM 회사를 3천 5백만 달러에 인수했다. 파나소닉 홀딩스는 2012년 5월 탄탈룸 산화물 1T1R (1 트랜지스터 – 1 저항) 메모리 셀 아키텍처를 기반으로 하는 ReRAM 평가 키트를 출시했다.
2013년에 크로스바는 우표 크기의 칩으로 1TB의 데이터를 저장할 수 있는 ReRAM 프로토타입을 선보였다. 2013년 8월, 회사는 자사의 ReRAM 칩 대량 생산이 2015년으로 예정되어 있다고 주장했다. 메모리 구조(Ag/a-Si/Si)는 은 기반 CBRAM과 매우 유사하다.
또한 2013년 휴렛 팩커드(Hewlett-Packard)는 멤리스터 기반 ReRAM 웨이퍼를 시연했으며, 이 기술을 기반으로 한 100TB SSD가 2018년에 출시될 수 있고, 2020년에는 1.5PB 용량이 가능해 NAND 플래시 용량 증가 정체 시기에 맞춰질 것이라고 예측했다.
페로브스카이트, 전이 금속 산화물, 칼코제나이드에 이르는 다양한 유전체 재료를 기반으로 다양한 형태의 ReRAM이 공개되었다. 이산화 규소는 1966년 5월에 이미 저항 스위칭을 나타내는 것으로 밝혀졌으며, 최근에 다시 주목받고 있다.
1963년과 1964년에 네브래스카 대학교 링컨의 구성원들이 박막 저항 메모리 어레이를 처음 제안했다. 이 새로운 박막 저항 메모리에 대한 추가 연구는 J.G. 시먼스(Simmons)에 의해 1967년에 보고되었다. 1970년에는 원자력 연구기관과 리즈 대학교의 구성원들이 메커니즘을 이론적으로 설명하려고 시도했다.:1180 1997년 5월, 플로리다 대학교와 허니웰의 연구팀은 전자 사이클로트론 공명 플라즈마 식각을 활용한 "자기 저항 랜덤 액세스 메모리" 제조 방법을 보고했다.
레온 추아는 ReRAM을 포함한 모든 2단자 비휘발성 메모리 장치를 멤리스터로 간주해야 한다고 주장했다. HP 연구소의 스탠 윌리엄스(Stan Williams)도 ReRAM이 멤리스터라고 주장했다. 그러나 다른 이들은 이러한 용어와 멤리스터 이론이 물리적으로 실현 가능한 장치에 적용될 수 있는지에 대해 의문을 제기했다. 산화환원 기반 저항 스위칭 소자(ReRAM)가 현재 멤리스터 이론에 포함되는지에 대해서는 논쟁의 여지가 있다.
산화 규소는 저항 스위칭의 흥미로운 사례를 보여준다. 두 가지 뚜렷한 내부 스위칭 모드가 보고되었다. 하나는 표면 기반 스위칭으로, 노출된 가장자리(내부 - 기공 내, 또는 외부 - 메사 구조 표면)에서 전도성 실리콘 필라멘트가 생성되는 것이고, 다른 하나는 부피 스위칭으로, 산화물 내부에서 산소 공극 필라멘트가 생성되는 것이다. 전자는 공기 중 필라멘트의 산화로 인해 스위칭을 가능하게 하려면 밀봉이 필요하다. 후자는 밀봉이 필요 없다. 2014년 라이스 대학교 연구원들은 외부 가장자리 구조가 없는 다공성 이산화 규소 유전체를 사용하는 실리콘 필라멘트 기반 장치를 발표했는데, 오히려 필라멘트가 기공 내의 내부 가장자리에서 형성되었다. 이 장치는 상온에서 제조할 수 있으며, 2V 미만의 형성 전압, 높은 온/오프 비율, 낮은 전력 소비, 셀당 9비트 용량, 빠른 스위칭 속도 및 우수한 내구성을 특징으로 한다. 공기 중 비작동 문제는 장치 밀봉으로 극복할 수 있다. UCL 연구원들이 2012년부터 개척한 산화 규소의 벌크 스위칭은 낮은 전성 전압(2.5V), 1V 정도의 스위칭 전압, 나노초 범위의 스위칭 시간, 그리고 장치 고장 없이 1천만 회 이상의 사이클을 모두 상온 조건에서 제공한다.

## 형성

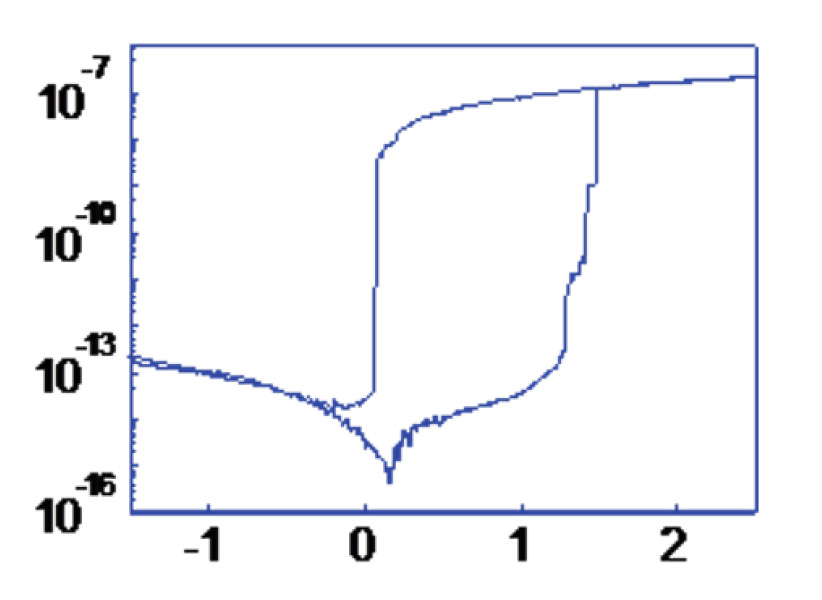
필라멘트 형성: 크로스바(Crossbar)사의 50nm × 50nm ReRAM 셀은 특정 전압 이상에서 전류가 갑자기 증가할 때 필라멘트 형성의 사례를 보여준다. 필라멘트 형성 후 통제 불능 상태의 고장을 방지하기 위해 전류를 제한하는 데 트랜지스터가 자주 사용된다.

기본 아이디어는 일반적으로 절연체인 유전체 (물리학)가 충분히 높은 전압이 인가된 후 전도 경로를 형성할 수 있다는 것이다. 전도 경로는 공극 또는 금속 결함 이동을 포함한 다양한 메커니즘에서 발생할 수 있다. 일단 전도 경로가 형성되면, 다른 낮은 전압에 의해 재설정(파괴되어 높은 저항을 가짐)되거나 설정(재형성되어 낮은 저항을 가짐)될 수 있다. 단일 필라멘트보다는 여러 전류 경로가 관련될 수 있다. 유전체 내 이러한 전류 경로의 존재는 전도성 원자력 현미경을 통해 현장 시연될 수 있다.
낮은 저항 경로는 국소적(필라멘트형)이거나 균일할 수 있다. 두 가지 효과 모두 전극 사이의 전체 거리에 걸쳐 발생하거나 전극 중 하나에 가까운 곳에서만 발생할 수 있다. 필라멘트형 및 균일 전도 경로 스위칭 효과는 낮은 저항 상태의 면적 의존성을 측정하여 구별할 수 있다.
특정 조건에서는 형성 작업이 생략될 수 있다. 이러한 조건에서는 초기 전류가 절연 산화물 층에 비해 이미 상당히 높을 것으로 예상된다. ReRAM 셀은 설계된 광확산 또는 어닐링 공정에 의해 Cu 이온이 이미 유전체에 존재하여 유입된 경우 일반적으로 고전압 성형이 필요 없으며, 이러한 셀은 또한 초기 상태로 쉽게 돌아갈 수 있다. 유전체에 Cu가 초기에 존재하지 않는 경우, 전해질에 직접 인가되는 전압은 성형 가능성이 높다.

## 작동 방식
랜덤 액세스형 메모리의 경우, 트랜지스터가 선택된 셀과 선택되지 않은 셀로의 전류를 격리시키므로 1T1R (1 트랜지스터, 1 저항) 아키텍처가 선호된다. 반면, 크로스포인트 아키텍처는 더 작고 수직으로 메모리 층을 쌓을 수 있어 대용량 저장 장치에 이상적이다. 그러나 트랜지스터가 없는 경우, 메모리 소자와 직렬로 연결된 다이오드와 같은 "선택기" 장치 또는 메모리 소자 자체에 의해 격리 기능이 제공되어야 한다. 선택기의 온/오프 비율이 충분하지 않으면 이러한 격리 기능은 트랜지스터 사용보다 열등하여 이 아키텍처에서 매우 큰 어레이를 작동하는 능력을 제한한다. 박막 기반의 임계 스위치는 양극성 및 단극성 ReRAM의 선택기로 작동할 수 있다. 임계 스위치 기반 선택기는 64Mb 어레이에서 시연되었다. 크로스포인트 아키텍처는 양극성 ReRAM을 위한 펀치쓰루 다이오드 또는 단극성 ReRAM을 위한 PIN 다이오드와 같은 BEOL 호환 2단자 선택기를 필요로 한다.
극성은 이진 또는 단항일 수 있다. 양극성 효과는 저저항에서 고저항으로 전환(리셋 동작)할 때 극성이 반전되는 반면, 고저항에서 저저항으로 전환(설정 동작)할 때 극성이 반전된다. 단극성 스위칭은 극성에 영향을 미치지 않지만, 다른 전압을 사용한다.

## 저항 메모리 셀 재료 시스템
여러 무기 및 유기 재료 시스템은 열 또는 이온 저항 스위칭 효과를 나타낸다. 이들은 다음 범주로 그룹화할 수 있다.
- Ge
2Sb
2Te
5 또는 AgInSbTe와 같은 상변화 칼코제나이드
- NiO, Ta2O5 또는 TiO
2와 같은 이진 전이 금속 산화물
- Sr(Zr)TiO
3[41] 또는 PCMO와 같은 페로브스카이트
- GeS, GeSe, SiO
x 또는 Cu
2S와 같은 고체 전해질
- CuTCNQ와 같은 유기 전하 전달 착물
- Al AIDCN과 같은 유기 공여체-수용체 시스템
- 육방정계 질화 붕소와 같은 2차원 (층상) 절연 재료[42][43]

## 페로브스카이트 기반 RRAM
BaTiO3, SrRuO3, SrZrO3, SrTiO3와 같은 ABO3형 무기 페로브스카이트 물질은 주목할 만한 저항 스위칭 효과와 강유전성, 유전성, 반도체 물리적 특성과 같은 다양한 기능성으로 인해 멤리스터의 저장 매체로서 광범위한 연구 관심을 끌었다. 그러나 깨지기 쉬운 특성과 높은 제조 비용은 이들 ABO3형 무기 페로브스카이트 물질이 멤리스터에 광범위하게 적용되는 것을 제한한다. 최근 ABX3형 납 할로겐화물 페로브스카이트는 광전지, 광검출기, 발광 다이오드(LED)와 같은 광전자 장치에 사용되는 것에 광범위한 연구 관심을 받고 있다. 이 구조에서 A는 일가 유기 또는 무기 (MA:CH3NH3+, FA: CH(NH2)2+, Cs+, Rb+), B는 이가 금속 양이온 (Pb2+, Sn2+), X는 할로겐화물 음이온 (Cl, Br, I)이다. A 양이온은 입방 단위의 여덟 모서리에 존재하고 B 양이온은 팔면체 클러스터 [BX6]4의 중심에 위치하여 3D 페로브스카이트 구조를 형성한다. A-사이트 양이온에 따라 이들 구조는 유기-무기 하이브리드 페로브스카이트와 전무기 페로브스카이트로 분류될 수 있다. 또한, 이러한 유형의 페로브스카이트는 저렴한 비용으로 용액 처리 방법을 통해 쉽게 얻을 수 있다.[16] 그럼에도 불구하고, 유기 양이온의 포함으로 인해 메틸암모늄(MA) 및 포르미딘이움(FA) 납 할로겐화물 페로브스카이트의 본질적인 열적 불안정성이 하이브리드 페로브스카이트 기반 전자 장치 개발의 병목 현상으로 흔히 발견되었다. 따라서 이 문제를 해결하기 위해 유기 양이온은 세슘(Cs) 양이온과 같은 다른 이온으로 대체되어야 한다. 흥미롭게도, 세슘/세슘 하이브리드화 태양 전지에 대한 몇몇 보고서는 전무기 페로브스카이트 기반 전자 장치의 향상된 안정성에 대한 많은 새로운 단서를 제공한다. 점점 더 많은 출판물은 무기 Cs 양이온 기반 전무기 페로브스카이트가 100°C 이상에서 구조적으로나 열적으로 안정적일 수 있는 반면, 하이브리드 페로브스카이트는 85°C 이상에서 열적으로 요오드화 납으로 분해된다는 것을 보여준다. 따라서 전무기 페로브스카이트가 저렴한 공정을 사용하여 안정적이고 고효율의 저항 스위칭 메모리 장치 제조에 탁월한 후보가 될 수 있음을 시사한다. CsPbX3 페로브스카이트가 일반적으로 용액 방법으로 제조된다는 점을 고려할 때, 결정 내에는 공극, 침입형, 반대 사이트와 같은 점 결함이 가능하다. 이러한 결함은 결함 드리프트 지배 저항 스위칭 메모리에 필수적이다. 따라서 이러한 CsPbX3 페로브스카이트는 메모리 장치 적용에 큰 잠재력을 가지고 있다. 할로겐화물 페로브스카이트 기반 RRAM의 저항 스위칭이 공극을 통한 할로겐 원자의 이동으로 인해 발생한다는 사실을 고려할 때, RRAM 내 공극의 이동 특성은 RRAM의 핵심 기능을 결정하는 가장 중요한 재료 특성 중 하나이다. 그러나 그 중요성에도 불구하고, RRAM 내 할로겐 공극의 활성화 에너지는 심각한 연구 주제가 아니었다. 분명히, 할로겐화물 페로브스카이트 기반 RRAM에서 예상되는 할로겐 공극의 작은 활성화 장벽은 이 RRAM이 저전압 및 저전력 소비 모드에서 작동할 수 있도록 하는 데 핵심적인 역할을 한다.

## 시연
2007년 IEDM 콘퍼런스에서 발표된 논문들은 처음으로 ReRAM이 프로그래밍 성능, 데이터 유지 또는 내구성을 희생하지 않고도 PRAM 또는 MRAM보다 낮은 프로그래밍 전류를 보인다고 제안했다. 일반적으로 인용되는 ReRAM 시스템은 아래에 더 자세히 설명되어 있다.

### Gb 규모 ReRAM
32Gb 24nm ReRAM은 2013년 SanDisk에 의해 비트랜지스터 액세스 장치와 금속 산화물 RRAM 구성 외에는 많은 세부 사항 없이 발표되었다.
16Gb 27nm ReRAM (실제로는 CBRAM)은 2014년 Micron과 Sony에 의해 발표되었다. 1비트당 1T1R 구조 대신, 두 비트가 두 개의 트랜지스터와 하부 전극 사이에 분할되었으며, 상부 부분(전해질, 구리 저장소, 상부 전극)은 공유했다.

### HfO2기반 ReRAM
IEDM 2008에서 ITRI는 Ti 버퍼 층이 있는 HfO2를 사용하여 처음으로 고성능 ReRAM 기술을 시연했으며, 10ns 미만의 스위칭 시간과 30μA 미만의 전류를 보였다. IEDM 2010에서 ITRI는 0.3ns 미만의 스위칭 시간을 보여 다시 속도 기록을 깼고, 100%까지의 수율과 100억 사이클까지의 내구성을 허용하는 공정 및 작동 개선을 보였다. IMEC은 2012년 VLSI 기술 및 회로 심포지엄에서 ReRAM 프로그램에 대한 업데이트를 발표했으며, 500nA 작동 전류 솔루션도 포함했다.
ITRI는 2008년 첫 출판 이후 Ti/HfO2 시스템에 집중했다. ITRI의 특허 8362454는 이후 TSMC에 판매되었다. 이전 라이선스 수는 알려져 있지 않다. 반면 IMEC은 주로 Hf/HfO2에 집중했다. Winbond는 HfO2 기반 ReRAM을 발전시키고 상용화하는 데 더 최근에 노력했다.
중국의 한 연구팀은 130nm 공정에서 제작된 64Mb 칩으로, 현재까지 가장 큰 1T1R RRAM을 선보였다. 천만 사이클의 수명을 달성했으며, 75°C에서 10년의 예상 데이터 유지 기간을 보였다.

### 파나소닉
파나소닉은 2008년 IEDM에서 TaOx 기반 ReRAM을 공개했다. 핵심 요구 사항은 TaOx 층과 인터페이스할 Pt 또는 Ir과 같은 높은 일 함수 금속의 필요성이었다. O 함량의 변화는 저항 변화뿐만 아니라 쇼트키 장벽 변화를 초래한다. 최근에는 Ta2O5/TaOx 층이 구현되었으며, 이는 여전히 Ta2O5와 인터페이스할 높은 일 함수 금속을 필요로 한다. 이 시스템은 높은 내구성 시연(조 사이클)과 관련이 있었지만, 제품은 10만 사이클로 지정되어 있다. 필라멘트 직경은 최대 ~100nm에 이르는 것이 관찰되었다. 파나소닉은 Fujitsu와 함께 4Mb 부품을 출시했으며, UMC와 함께 40nm 임베디드 메모리를 개발 중이다.

### HP 멤리스터
2008년 4월 30일, HP는 추아(Chua)가 1971년에 누락된 4번째 기본 회로 요소로 처음 상상했던 멤리스터를 발견했다고 발표했다. 7월 8일, 그들은 멤리스터를 사용하여 ReRAM 시제품 제작을 시작할 것이라고 발표했다. HP는 처음에는 TiOx를 사용하여 멤리스터를 시연했지만, 나중에는 TaOx로 마이그레이션했다. 이는 안정성이 향상되었을 가능성이 있다. TaOx 기반 장치는 파나소닉의 ReRAM과 일부 재료 유사성을 가지고 있지만, 작동 특성은 다르다. Hf/HfOx 시스템도 유사하게 연구되었다.

### Adesto Technologies
Adesto Technologies CBRAM은 산소 공극 대신 전극 금속에서 생성된 필라멘트를 기반으로 한다. 원래 재료 시스템은 Ag/GeS2였지만, 결국 ZrTe/Al2O3로 바뀌었다. 텔루륨 필라멘트는 은에 비해 더 나은 안정성을 달성했다. Adesto는 사물인터넷(IoT) 응용 분야의 초저전력 메모리를 목표로 하고 있다. Adesto는 Altis 파운드리에서 제조된 제품을 출시했으며, 타워재즈/파나소닉 홀딩스와 45nm 파운드리 계약을 체결했다.

### Weebit Nano
Weebit Nano는 유럽 최대 나노기술 연구소 중 하나인 CEA-Leti와 협력하여 ReRAM 기술을 더욱 발전시키고 있다. 2017년 11월부터 이 회사는 40nm SiOx ReRAM 셀의 제조 가능성을 시연했으며, 이어서 2018년에는 작동 어레이, 2020년에는 개별 부품 시연이 뒤따랐다. 2021년 7월, 이 회사는 첫 번째 임베디드 ReRAM 모듈을 테이프아웃했다. 2021년 9월, Weebit은 Leti와 함께 28nm FDSOI 공정을 사용하여 300mm 웨이퍼에 1Mb ReRAM 어레이를 생산, 테스트 및 특성화했다.

### 크로스바
크로스바는 비정질 Si에 Ag 필라멘트를 구현하고 임계 스위칭 시스템과 함께 다이오드+ReRAM을 달성한다. 이 시스템에는 1T1R 또는 1TNR 아키텍처에 트랜지스터를 사용하는 것이 포함된다. 크로스바는 2017년에 40nm 공정으로 SMIC에서 샘플 생산을 시작했다. Ag 필라멘트 직경은 수십 나노미터 규모로 시각화되었다.

### IntrinSic
영국에 기반을 둔 이 회사는 일반적인 산화규소를 사용하여 셀을 만들 계획이다.

### 프로그래머블 금속화 셀
인피니온 테크놀로지스는 이를 전도성 브릿지 램(CBRAM)이라고 부르고, NEC는 "나노브릿지"라는 변형을 가지고 있으며, Sony는 자사의 버전을 "전해 메모리"라고 부른다. 새로운 연구는 CBRAM이 3D 프린팅될 수 있음을 시사한다.
퀀텀닷 저항 메모리 장치
퀀텀닷 기반 비휘발성 저항 메모리 장치는 10ns의 스위칭 속도와 10,000의 ON/OFF 비율을 가진다. 이 장치는 100,000 스위칭 사이클에 대해 우수한 내구성 특성을 보였다. 유지 테스트는 양호한 안정성을 보였으며 장치는 재현 가능하다. 메모리 작동 메커니즘은 AlOx가 장벽으로 작용하는 퀀텀닷의 전하 포획을 기반으로 제안된다. 이 메커니즘은 ON 및 OFF 상태에서 정전 용량 값의 현저한 변화로 뒷받침된다.

## ReRam 테스트 보드
- 파나소닉 AM13L-STK2: 평가용 ReRAM이 내장된 MN101LR05D 8비트 MCU, USB 2.0 커넥터

## 미래 응용 분야
PRAM과 비교할 때, ReRAM은 더 빠른 시간 척도(스위칭 시간은 10ns 미만일 수 있음)에서 작동하며, MRAM과 비교할 때, 더 간단하고 작은 셀 구조(8F² MIM 스택 미만)를 가진다. 수직 1D1R (하나의 다이오드, 하나의 저항 스위칭 장치) 통합은 크로스바 메모리 구조에 사용되어 단위 셀 크기를 4F² (F는 기능 차원)로 줄일 수 있다. 플래시 메모리 및 레이스트랙 메모리와 비교할 때 더 낮은 전압으로 충분하므로 저전력 애플리케이션에 사용될 수 있다.
ITRI는 ReRAM이 30nm 이하로 확장 가능하다는 것을 보여주었다. 산소 원자의 움직임은 산화물 기반 ReRAM의 핵심 현상이다. 한 연구에 따르면 산소 움직임은 2nm만큼 작은 영역에서도 일어날 수 있다고 한다. 필라멘트가 원인이라면 셀 크기와 직접적인 확장은 없을 것으로 여겨진다. 대신 전류 제한(예: 외부 저항으로 설정)이 필라멘트의 전류 전달 능력을 정의할 수 있다.
ReRAM의 잠재력을 실현하는 데 상당한 난관은 더 큰 수동 어레이에서 발생하는 누설 경로 문제이다. 2010년에 상보적 저항 스위칭 (CRS)이 누설 경로 전류 간섭에 대한 가능한 해결책으로 제시되었다. CRS 방식에서는 정보 저장 상태가 고저항 상태와 저저항 상태의 쌍(HRS/LRS 및 LRS/HRS)이므로 전체 저항은 항상 높게 유지되어 더 큰 수동 크로스바 어레이를 허용한다.
초기 CRS 솔루션의 단점은 전류 측정을 기반으로 한 기존의 파괴적인 읽기 방식으로 인해 스위칭 내구성이 요구된다는 점이다. 용량 측정을 기반으로 한 비파괴 읽기를 위한 새로운 접근 방식은 재료 내구성 및 전력 소비에 대한 요구 사항을 모두 낮출 수 있다. HRS에서 비선형성을 생성하여 누설 경로 문제를 피하기 위해 이중층 구조가 사용된다. LRS에서 강력한 비선형 전도를 나타내는 단일층 장치가 보고되었다. 양극성 ReRAM의 HRS 및 안정성 개선을 위해 다른 이중층 구조가 도입되었다.
누설 전류 문제에 대한 또 다른 해결책은 선택된 셀에 설정(set)을 사용하는 동시에 전체 셀 행에 걸쳐 읽기 및 재설정 작업을 병렬로 수행하는 것이다. 이 경우, 선택 트랜지스터 위에 위치한 N개의 ReRAM 셀 컬럼을 갖는 3D-ReRAM 1TNR 어레이의 경우, 수직 레벨 N이 제한적이기 때문에(예: N=8–32) HRS의 본질적인 비선형성만 충분히 커야 하며, 이는 저전류 ReRAM 시스템에서 가능하다고 입증되었다.
ReRAM 및 기타 비휘발성 랜덤 액세스 메모리(예: MRAM 및 PRAM)로 설계된 2D 및 3D 캐시 모델링은 DESTINY 도구를 사용하여 수행할 수 있다.

## 인공지능 응용 분야에서의 제안된 역할
인공지능 분야의 많은 발전에 필요한 컴퓨팅 요구사항이 증가함에 따라, 많은 사람들은 ReRAM 구현이 인공지능 및 머신러닝 응용 프로그램을 실행하는 데 매우 유용한 하드웨어가 될 수 있다고 추측한다.
스탠포드 대학교 공과대학 연구원들은 "메모리 자체 내에서 AI 처리를 수행하여 컴퓨팅 및 메모리 장치 간의 분리를 제거"하는 RRAM을 개발했다. 이는 최첨단 기술보다 두 배나 에너지 효율적이다.